# جان ماري فرانسوا
جان ماري فرانسوا (بالإسبانية: Jean-Marie François) هو سباح فنزويلي، ولد في 12 مايو 1963 في فنزويلا.

## وصلات خارجية
- جان ماري فرانسوا على موقع الاتحاد الدولي للسباحة (الإنجليزية)
- جان ماري فرانسوا على موقع أوليمبيديا (الإنجليزية)